# Vranka obecná
Vranka obecná (Cottus gobio) je malá rybka pstruhového pásma evropských vod, většinu života tráví pod kameny. Tento způsob života je podmíněn skutečností, že vranka nemá plynový měchýř. Proto se pohybuje pomalými a neobratnými poskoky a popolézáním po dně. V Česku je řazena v Červeném seznamu do skupiny zranitelné.
Je významným prvkem fauny nejčistších toků (jako bioindikátor signalizuje znečištění vody).

## Popis
Vranka je drobnou rybkou, dosahuje velikosti osm až 12 cm, vzácně i 18 cm.  Průměrně dosahuje váhy šest až 15 gramů.  Tělo vranky je bez šupin, kromě postranní čáry, která vede podél celého těla až k ocasní ploutvi, v níž je 30 až 35 šupin. Má velká ústa koncového postavení a vysoko postavené oči. Na skřelových kostech má dva zahnuté trny.  Mají dvě oddělené hřbetní ploutve. V první hřbetní ploutvi je pět až devět paprsků, ve druhé 13 až 19 paprsků. Ploutve břišní jsou posunuty směrem k prsním ploutvím. Prsní ploutve jsou velké. Ocasní ploutev je zaoblená. Barvou i kresbou se přizpůsobuje poměrům dna. Hřbet je většinou šedý až hnědý, se skvrnami, boky mramorované a břicho světlé. Ploutve jsou tmavě kropenaté.
Při determinaci je možná záměna s vrankou pruhoploutvou (Cottus poecilopus Heckel, 1837). Významným determinačním znakem jsou prsní ploutve. Vranka pruhoploutvá má na prsních ploutvích pět až deset tmavých příčných pruhů, vranka obecná má prsní ploutve s šedými skvrnami bez pruhů. Postranní čára vranky obecné sahá až k ocasní ploutvi, u pruhoploutvé končí postranní čára pod 2. hřbetní ploutví. Břišní ploutve vranky pruhoploutvé dosahují až k řitnímu otvoru, na rozdíl od ploutví vranky obecné. 

## Habitat a rozšíření
Vranka je druhem demerzálním, žije u dna. Obývá studené mělké tekoucí vody, podhorské a horské potoky nebo pobřežní pásma alpských jezer. Vyžaduje členité dno, kamenité, ale i písčité či štěrkovité dno. Vyhledává vody čisté a okysličené. 
Jedná se o evropský druh. Je rozšířena v Itálii, Chorvatsku, Bosně a Hercegovině, ale i v Estonsku, části Skandinávie a v pobřežní oblasti Ruska. Byla nalezena v povodí Dunaje, Rýna a Rhony. 
Výskyt v Česku se v podstatě kryje s výskytem pstruha a lipana, je typickým rybím druhem našeho pstruhového pásma. V některých vodách na severní Moravě (povodí Odry) se vyskytuje vranka pruhoploutvá (Cottus poecilopus), která je o něco větší a vzácnější než vranka obecná. Vranka pruhoploutvá byla také v 70. letech minulého století poprvé nalezena na řece Svratce, kde byla nejspíše vypuštěna s pstruhem obecným potočním (Salmo trutta m. fario). Svratka je tak místem, kde se společně vyskytují oba druhy vranek. Nedaleko Jimramova je hybridní zóna, kde je známo, že se oba druhy mezi sebou kříží a vznikají hybridi.

## Biologie a potrava
Vzhledem k absenci plynového měchýře se vranky pohybují poměrně málo a pomalu. Typický je pro ně plazivý pohyb dopředu pomocí prsních ploutví. V případě odhalení úkrytu se snaží co nejdříve najít úkryt nový. Jsou aktivní hlavně v noci. Loví poblíž svého úkrytu. Vranka se živí drobnými bentickými organismy jako jsou larvy jepic, pakomárů, pošvatek, chrostíků či muchniček; drobnými korýši (blešivci, beruška vodní).

## Rozmnožování
Vranky se dožívají až osmi let.  Samci dospívají už ve 2. roce, většina samic až v roce třetím. Vytírání probíhá v březnu až dubnu. Patří mezi litofilní druhy, vytírá se na spodní stranu kamenů. Jikry jsou oranžovo-žluté barvy velikosti okolo dvou mm. Samice naklade od 80 až 700 jiker.  Samci hlídají snůšku až do vylíhnutí, někdy dokonce jeden samec hlídá snůšky více samic. 

## Význam a ohrožení
Jsou velmi citlivé na výskyt znečištění či nedostatek kyslíku ve vodách. Jedná se o bioindikátory čistoty. Dříve byly považovány za potravního konkurenta pro pstruhy a lipany, ale bylo zjištěno, že naopak pstruzi je vyhledávají jako kořist. Rybáři je používali jako nástražní rybku při lovu lososovitých ryb, nyní jsou celoročně hájené. Tento druh je méně náročný na okysličení vody než vranka pruhoploutvá. 
Vranky jsou významně ohroženy technickými zásahy do přirozených toků. Nevhodná úprava substrátu či zásahu do koryta horního toku může narušit jejich biotop. K tomu může dojít při výstavbě protipovodňových opatření či meliorací. Problémem mohou být také migrační bariéry. Dále mohou být ohroženy nadměrným vysazováním lososovitých ryb, hlavně pstruha obecného, který je jejich predátorem. 